# Pays du Val d'Adour
Le Pays du Val d’Adour désigne un Pôle d'équilibre territorial et rural et anciennement un pays, au sens aménagement du territoire.

## Histoire
- Date de reconnaissance : 2002[1].

## Localisation
Le Pays du Val d’Adour est situé sur les 3 départements des Hautes-Pyrénées, du Gers et des Pyrénées-Atlantiques, et donc sur les 2 régions Nouvelle-Aquitaine et Occitanie.

## Description
- Surface : 1 779 km²
- Population : 51 214 habitants
- Villes principales :  Vic-en-Bigorre, Riscle, Rabastens, Maubourguet,  Garlin, Lembeye, Castelnau-Rivière-Basse, Plaisance-du-Gers, Marciac, Aignan, Montaner

## Communes membres
Il regroupe quatre communautés de communes sur trois départements et deux régions :
- dans le département du Gers :
  - la communauté de communes Armagnac Adour ;
  - la communauté de communes Bastides et Vallons du Gers ;
- dans les départements des Hautes-Pyrénées et des Pyrénées-Atlantiques  :
  - la communauté de communes Adour Madiran ;
- dans le département des Pyrénées-Atlantiques :
  - la communauté de communes du Nord-Est Béarn.

## Entités
Le Conseil de Développement du Pays du val d'Adour, est une instance de concertation et de proposition.
L'office du tourisme du Pays du Val d'Adour, qui couvre les trois premières communautés de communes citées, met en avant les atouts du territoire dans ces domaines.